# 23 (rapper)
23 (Stoccolma, ...) è un rapper svedese di origini marocchine.

## Biografia
Feelings, primo album in studio del rapper, è finito al 17º posto della Sverigetopplistan. Il secondo LP 08 Zoo ha scalato la classifica svedese fino al 7º posto; esso ha prodotto il brano Trapper of the Year (Intro), arrivato nella top twenty svedese.
Selfmade, uscito nel giugno 2022, si è classificato al vertice della graduatoria LP nazionale e ha guadagnato una nomination ai Grammis. Esso contiene la hit doppio platino Länge leve vi, prima numero uno dell'artista in hit parade. Tjugi23 (2023) è stato il suo terzo LP a raggiungere il podio svedese.
La IFPI Sverige gli ha assegnato tre ulteriori dischi d'oro e sette di platino, equivalenti a 700 000 unità certificate. Nel gennaio 2025 è uscita la hit Lucky Luciano, la seconda del rapper a imporsi in vetta alla Sverigetopplistan; il brano è tratto dal quinto album di inediti, intitolato Förstår om du inte förstår; numero uno in Svezia, ha piazzato le undici tracce nella top 100 della hit parade.

## Discografia

### Album in studio
- 2021 – Feelings
- 2021 – 08 Zoo
- 2022 – Selfmade
- 2023 – Tjugi23
- 2025 – Förstår om du inte förstår

### EP
- 2023 – M.O.B (con C.Gambino)
- 2024 – Bland sagor & vapen: Del 1

### Singoli
- 2020 – Kalla nätter
- 2020 – Gomorra
- 2021 – 200 zips
- 2021 – Malamore
- 2021 – Savastano
- 2021 – Regnar (con Awave)
- 2022 – Länge leve vi
- 2022 – Thug Part 2
- 2022 – More Life
- 2022 – Window Shopper (con 01an)
- 2022 – Blöder från själen (con Sebastian Stakset)
- 2022 – Schack
- 2023 – Feeling Myself
- 2023 – I Care
- 2023 – Kod röd (con Shenzi Beats)
- 2024 – En gång till (con Shenzi Beats)
- 2024 – Säg mig (con Shenzi Beats)
- 2024 – Drama (con Shenzi Beats)
- 2024 – PSG
- 2024 – HBB (con Robin Kadir)
- 2024 – Hold Up
- 2025 – Lucky Luciano
- 2025 – Kontroversiell (con 01an)